# Kodrąb (gemeente)
De gemeente Kodrąb is een landgemeente in het Poolse woiwodschap Łódź, in powiat Radomszczański.
De zetel van de gemeente is in Kodrąb.
Op 30 juni 2004 telde de gemeente 4738 inwoners.

## Oppervlakte gegevens
In 2002 bedroeg de totale oppervlakte van gemeente Kodrąb 105,79 km², waarvan:
- agrarisch gebied: 75%
- bossen: 17%

De gemeente beslaat 7,33% van de totale oppervlakte van de powiat.

## Demografie
Stand op 30 juni 2004:
| Omschrijving                   | Totaal | Totaal | Vrouwen | Vrouwen | Mannen | Mannen |
| ------------------------------ | ------ | ------ | ------- | ------- | ------ | ------ |
| eenheid                        | aantal | %      | aantal  | %       | aantal | %      |
| inwoners                       | 4738   | 100    | 2423    | 51,1    | 2315   | 48,9   |
| bevolkingsdichtheid (inw./km²) | 44,8   | 44,8   | 22,9    | 22,9    | 21,9   | 21,9   |

In 2002 bedroeg het gemiddelde inkomen per inwoner 1280,61 zł.

## Administratieve plaatsen (sołectwo)
Bugaj-Antopol, Dmenin, Feliksów, Florentynów, Gosławice, Józefów, Klizin, Kodrąb, Konradów, Kuźnica, Lipowczyce, Łagiewniki, Rzejowice, Smotryszów, Widawka, Wola Malowana, Zakrzew, Zapolice, Żencin.

## Overige plaatsen
Antoniów, Barwinek, Bugaj Zakrzewski, Dmenin-Józefka, Dmenin-Władysławów, Frachowiec, Gembartówka, Hamborowa, Klizin-Brzezinki, Klizin-Chaba, Klizin-Kopaliny, Kolonia Rzejowice, Kuchary, Młyńczysko, Moczydła, Olszowiec, Przydatki Dmenińskie, Rogaszyn, Stefania, Teodorów Duży, Teodorów Mały, Wólka Pytowska, Zabłocie, Zakrzew-Czekaj, Zalesie.

## Aangrenzende gemeenten
Gomunice, Gorzkowice, Kobiele Wielkie, Masłowice, Radomsko, Radomsko